# سراب

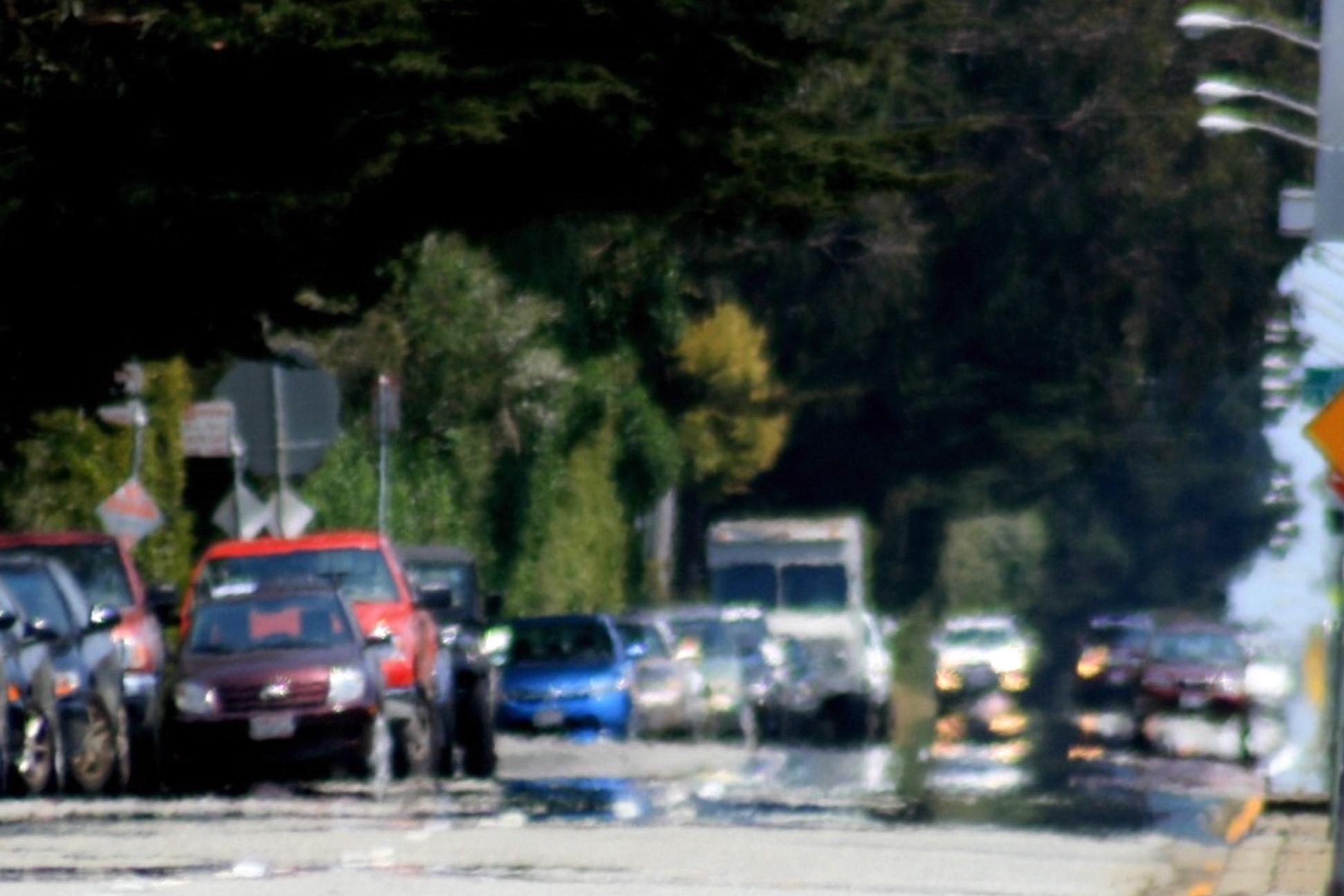
سراب الطريق السريع (سراب الشارع الحار) حيث يرى ماء كذب (غير حقيقي) في الشارع ، وهذا النوع هو الأكثر شيوعاً من أنواع السراب الأدنى

السراب  (بالإنجليزية: Mirage)‏ هو نوع من الوهم البصري. ومن أنواع السراب أن بعض الأشياء البعيدة قد تبدو أقرب مما هي في الحقيقة. وقد يبدو أن هناك أشياء آخرى تطفو في الجو، مثل جبل أو سفينة.وانكسار الضوء وهي تمر خلال الهواء الذي تتفاوت درجة حرارة طبقاته، هو السبب في حدوث السراب. أما الانكسار فمعناه الانحناء في مسار الضوء.
وأكثر أنواع السراب شيوعاً هو سراب الواحة. إن المسافرين في الصحراء أحيانا يمرون بتجربة السراب حين يرون بركة ماء بعيدة تبدو وكأنها واحة، ولكن حين يصلون إلى الموقع لا يجدون سوى الرمال الجافة. ويوجد نوع آخر من السراب يسمى سراب «فاتا مورغانا»، وهو يحدث حين تحجز طبقة من الهواء الساخن أشعة الضوء القادمة من الأجسام البعيدة، وعندها تبدو بعض الأشياء والتضاريس الطبيعية (ك الصخور) كأنها أبراج في القصص الخيالية.

## الأصل اللغوي
سمي السراب سراباً لأنه يسرب (يجري) كالماء.

## الأسباب
الهواء البارد هو أكثر كثافة من الهواء الساخن، وبالتالي ازيد في معامل الانكسار. عندما يمر الضوء من الهواء البارد عبر حدود حادة إلى جو أكثر دفئا إلى حد كبير، تقوم أشعة الضوء بالانحناء بعيدا عن اتجاه الانحدار في درجة الحرارة. عندما تمر أشعة الضوء من سخونة إلى برودة، ينحني الضوء نحو اتجاه الانحدار. إذا كان الهواء الذي بالقرب من سطح الأرض أكثر دفئا من ذلك الأعلى في المستوى، ينحني شعاع الضوء في شكل مقعر، (مسار صاعد).
بمجرد ان يصل شعاع الضوء إلى عين المشاهد، تفسره القشرة البصرية كما لو كان قد سار في خط مستقيم تماما على طول «خط الأفق» إلى ان وصل إلى العين. لكن هذا الخط هو في الحقيقة ميل لمسار الأشعة يأخذ عند نقطة وصولها إلى العين. والنتيجة هي أن صورة «ثانوية» من السماء تظهر على الأرض. المشاهد قد يفسر هذا المشهد غير الصحيح على انه مياه تعكس صورة السماء، والذي هو أمر معقول وأكثر حدوثا إلى الدماغ.
في الحالة التي يكون فيها الهواء بالقرب من سطح الأرض هو الأكثر برودة من ذلك مستوى العلوي، تنحني اشعة الضوء إلى الأسفل، وتنتج صورة «علوية (superior image)».
الحالة الطبيعية للغلاف الجوي للأرض عنده انحدار افقي نحو -1 درجة مئوية في ال 100 متر من العلو. (قيمة سالبة لأنه يصبح ابرد كلما زاد الارتفاع.) ليحدث السراب يجب أن يكون التدرج في درجة الحرارة أكبر بكثير من ذلك. وفقا لحجم الانحدار يحتاج إلى ما لا يقل عن 2 درجة مئوية لكل متر، والسراب لا يقوى حتى تصل القيمة إلى 4 أو 5 º درجة مئوية لكل متر. هذه الشروط تحدث عندما يكون هناك تدفئة قوية على مستوى سطح الأرض، على سبيل المثال عندما تسطع الشمس على الرمل أو الاسفلت تتكون الصورة الادنى inferior image لهذا السبب.

## أنواع السراب

### 1. سراب الطريق السريع
سراب الطريق السريع هو سراب أدنى وهو ما يمكن ملاحظته بسهولة جدا على الطرقات نهارا أو ليلا. سراب الطرق الساخنة عادة ما يكون أشد وضوحا في الأيام المشمسة الساخنة. الهواء الساخن أقل كثافة من الهواء البارد، والتفاوت بين الهواء الساخن على سطح الطريق وكثافة الهواء البارد أعلاه يخلق تدرج في معامل الانكسار للهواء. الضوء القادم من السماء بزاوية منحنية على الطريق ينكسر بفعل معامل الانكسار على سطح الطريق، مما يجعل الطريق وكانه يعكس صورة السماء على سطحه. والنتيجة تبدو للعقل البشري وكأنها تجمع للمياه على الطريق وهذا لأن الماء يعكس أيضًا صورة السماء على سطحه.

### 2. السراب الادنى أو المحدود وفي الإنجليزية (Inferior mirage)
النموذج المذكور في الأعلى يفسر السبب وراء حدوث سراب أدنى، ويدعا «الادنى» لأن الصورة المشاهدة تكون تحت الصورة الحقيقية. الصورة الحقيقية تكون صورة للسماء الزرقاء أو أي شيء اخر في الافق، وهذا يعني أننا نرى صورة لشيء لامع على الأرض على مد البصر. للمسافرين المنهكين في الصحراء يبدو السراب وكانه بحيرة من المياه. على الطرق الممهدة ربما يبدو أن هناك مياه أو حتى نفط مسكوب. وهذا ما يسمى «سراب الصحراءdesert mirage» أو «سراب الطريق السريعhighway mirage». نلاحظ أن كلا من الرمل والاسفلت يمكن أن يصبح ساخنة جدا عندما يتعرض لأشعة الشمس، وبالتالي يصبح بسهولة 10 درجة مئوية أكثر سخونة من الهواء على بعد متر واحد أعلاه، وهو ما يكفي للتسبب في حدوث سراب.
ضوء الأشعة القادمة من نفس الشيء من على بعيد يمر تقريبا بنفس طبقات الهواء ذاتها وجميعهم ينحنون بنفس الميل تقريبا. لذا الأشعة القادمة من الجزء العلوي من الجسم سوف تصل أقل من تلك التي جائت من القاع. الصورة عادة تكون مقلوبة، مما يعزز الوهم بأن صورة السماء التي ينظر إليها من مسافة بعيدة هو هي صورة لبركة ماء أو زيت، وكأنها مرآة.
السراب الادنى ليس مستقرة. فالهواء الساخن يرتفع، والجو البارد (الأكثر كثافة) ينحدر لأسفل، لذلك سوف تُمزج الطبقات، مما يؤدى إلى اضطراب. وسوف تكون صورة مشتتة وفقا لذلك. قد تكون مُذبذبة، أو موسعة عموديا (شاهقة towering) أو أفقيا (منحنية stooping). إذا كان هناك عدة طبقات في درجة الحرارة، قد يحدث مزج لأكثر من سراب، ويمكن ان تسبب ازدواجية الصورة المرئية. في كل الأحوال، السراب لا يكون عادة أعلى من حوالي نصف درجة إلى أعلى وعلى بعد بضعة كيلومترات من الاشياء المرئية.

### 3. السراب الأعلى أو الفائق وفي الإنجليزية (Superior mirage)
السراب الأعلى يحدث عندما يكون الهواء الذي تحت مستوى الرؤية أكثر برودة من الذي أعلاه. وهذا ما يسمى انقلاب درجة الحرارة temperature inversion، وهذا لأنه لا يمثل التوازن الطبيعي لدرجة الحرارة في الغلاف الجوي. لأن في هذه الحالة الضوء ينحني إلى اسفل وتظهر الصورة أعلى الشيء الحقيقي، ومن هنا جاءت تسميته الأعلى superior وهو بشكل عام أقل شيوعا من السراب الأدنى، ولكن عندما يحدث فإنه يميل إلى أن يكون أكثر استقرارا، حيث ان الهواء البارد لا يوجد لديه ميل للانتقال إلى أعلى وأيضا الهواء الدافئ ليس لديه ميل للانتقال إلى الأسفل. السراب الأعلى أكثر شيوعا في المنطقة القطبية، وخاصة فوق القطع الكبيرة من الجليد في درجات الحرارة المنخفضة. كما يحدث أيضًا في مناطق خطوط العرض الأكثر اعتدالا، ولكن، على الرغم من ذلك يكون اضعف وليس بنفس القوة. على سبيل المثال شاطئ على مسافة ما قد يبدوا شاهقا فيبدوا أعلى مما هو عليه (وبالتالي ربما أقرب)، هذا النوع من السراب يسمى أيضًا Fata Morgana، أو in Icelandic، halgerndingar.
السراب الأعلى يمكن أن يكون معدولا أو مقلوبا، وهذا يتوقف على مسافة الشيء المرئي والتدرج في درجة الحرارة temperature gradient. غالبا ما تظهر الصورة على شكل مزيج مشوه من أجزاء من الأعلى ومن الأسفل.
السراب العلى قادر على أن يحدث مثل هذا التأثير بسبب انحناء الأرض. فلو كانت الأرض مسطحة، لكانت الأشعة الضوئية التي انحنت لأسفل ارتطمت بالأرض في اقرب وقت ولكانت الأشياء القريبة فقط التي ستتأثر. ولكن بما ان الأرض كروية، إذا كان مقدار انحناء الضوء مساويا لانحناء الأرض، فانه يمكن لأشعة الضوء السفر لمسافات أكبر، وربما ابعد من أفق الرؤيا. هذا ولوحظ للمرة الأولى في عام 1596، عندما اصطدمت سفينة تحت قيادة ويليم بارنتس Willem Barents كانت تبحث عن Northeast passage بالجليد في نوفايا زيملياNovaya Zemlya، واجبر الطاقم على تحمل الشتاء القطبي هناك. فلقد رأوا ليلة منتصف الشتاء ارتفاع لصورة مشوهة للشمس حوالي قبل اسبوعين عما كان متوقعا. لم يعرف السبب حتى القرن 20th عندما فهم الأوروبيين السبب: الشمس الحقيقية كانت لا تزال تحت الأفق، ولكن ضوء الأشعة انحنا مع الانحناء الأرض. هذا التأثير يسمى بسراب نوفايا زيمليا Novaya Zemlya mirage. في كل الأحوال الضوء يمكنه السفر موازية لسطح الأرض، وسوف تظهر الشمس 1 ° عالي عن الأفق. الطبقة التي سيحدث عندها الانعكاس يجب أن يتوافر فيها التدرج الحرارى المناسب لجعل هذا ممكنا على نفس المنوال، السفن التي هي في الواقع بعيدا جدا لدرجة أنها ينبغي أن لا تكون مرئية هندسيا في مستوى الأفق قد تظهر في الأفق، أو حتى فوق الأفق، كالسراب الأعلى. هذا ما قد يفسر بعض القصص عن السفن الطائرة أو المدن الساحلية الطائرة في السماء، كما وصفها بعض المستكشفين القطبيين. هذه هي أمثلة على ما يسمى سراب القطب الشمالي Arctic mirage، أو hillingar في أيسلندا.
إذا كان تدرج درجة الحرارة العمودي هو +11 درجة مئوية لكل 100 متر (تذكير: + يعني أكثر سخونة عند الصعود إلى أعلى)، أشعة الضوء الأفقية سوف تتبع انحناء الأرض، وسوف تظهر في الأفق مسطحة. إذا كان التدرج قليل فلن ينحني الضوء بما فيه الكفاية وسيضيع في الفضاء. وهذا هو الوضع الطبيعي لكروية الافق. ولكن إذا كان التدرج أكبر من ذلك، على سبيل المثال 18 درجة مئوية في كل 100 متر، فإن المراقب يرى الأفق يتحول إلى أعلى، ويتقعر، كما لو كان يقف في الجزء السفلي من صحن.

### 4. الآل[1]أوالفاتا مورغانا وفي الإنجليزية (Fata Morgana)
(Fata Morgana) اسم الذي أتي من الإيطالية (مورغان لو فاي Morgan le Fay)، وترجمته (شقيقة الملك آرثر)، هو نوع من السراب الأعلى المعقد جدا، مع تناوبات في المناطق المضغوطة والممتدة، وإقامة وقلب صور [3]فاتا مورغانا هو أيضًا سراب سريع التغير.
الآل هو الأكثر شيوعا في المنطقة القطبية، وخاصة خلال القطع الكبيرة من الجليد في درجات الحرارة المنخفضة، ولكن يمكن ملاحظته في كل مكان تقريبا. ويلاحظ الآل في المنطقة القطبية في الأيام الباردة، وكذلك يلاحظ في الصحارى وعبر المحيطات والبحيرات في الأيام الحارة. لحدوث الآل يجب أن تكون انحناءات أشعة الضوء قوية بما فيه الكفاية (أقوى من انحناء الأرض [4])
الأشعة تنحني، وتكون اقواس [5] ولكن في هذه الحالة يحتاج المراقب إلى ان يكون داخل أنابيب من أجل أن يكون قادرا على رؤية سراب الآل [7]
يمكن ملاحظة الفاتا مورغانا من أي ارتفاع من على سطح الأرض بما في ذلك من على قمم الجبال أو الطائرات. [9] [11]
السراب يمكن أن يذهب من أعلى إلى أدنى سراب والعودة في غضون ثوان قليلة، وهذا يتوقف على الظروف المتغيرة باستمرار في الغلاف الجوي. ستة عشر من إطارات سراب جزر Farallon، والتي لا يمكن رؤيتها من مستوى سطح البحر على الإطلاق في ظل الظروف العادية لأنها تقع أسفل الأفق، تم تصويرها في نفس اليوم. الإطارات الأربعة عشر الأولى من عناصر فاتا مورغانا تحتوي على تناوبات مناطق مضغوطة وممتده. [12] الإطاران الأخيران تم تصويرها بعد بضع ساعات قرب غروب الشمس. كان الهواء باردا في حين أن مياه المحيط ربما كانت أكثر دفئا، الأمر الذي جعل انعكاس في انخفاض درجة الحرارة. السراب كان لا يزال موجودا، ولكنه لم يكن معقدا كما كان قبل بضع ساعات من غروب الشمس، ولم يعد متطابقا مع سراب الفاتامورغانا وإنما إلى السراب الأعلى.
تشوهات في الصورة وانحناء للضوء يمكن أن تُحدث آثارا مذهلة. في كتابه: The Chase and Sinking of the "Bismarck "، و" كاتب لودوفيك كنيدي Ludovic Kennedy يصف الحادث الذي زعم أنه وقع تحت مضيق الدنمارك خلال عام 1941، عقب غرق هودHood "."، في حين مطاردة السفن الحربية البريطانية نورفولك وسافولك لبيسمارك (سفينة)، مرت بعيدا عن الأنظار إلى داخل البحر. في غضون ثوان، عاودة السفينة الظهور وهي تبحر في اتجاه السفن البريطانية في سرعة عالية. في دقائق تفرقت السفن الحربية مُتوقعة هجوما وشيكا، ثم دهش كل من يراقب السفينة عندما صورتها تهتز ثم تتلاشى. الرادار أثناء هذه الأحداث اوضح بطبيعة الحال أن البسمارك لم تُغير اتجاهها...

### 5. سراب الأجسام الفلكية
سراب كائن الفلكية وهي ظاهرة تحدث طبيعيا وبصريا، في ضوء الأشعة التي هي مصممة لإنتاج صور مشوهة أو متعددة من الاجسام الفلكية. سراب قد يكون لوحظ لأجسام فلكية مثل الشمس والقمر، هذا الكواكب، نجمة ساطعة ومشرقة جدا المذنب. والملاحظة الأكثر شيوعا هي سراب شروق الشمس وغروبها.

## صور اضافية

### 1. السراب الأعلى أو الفائق

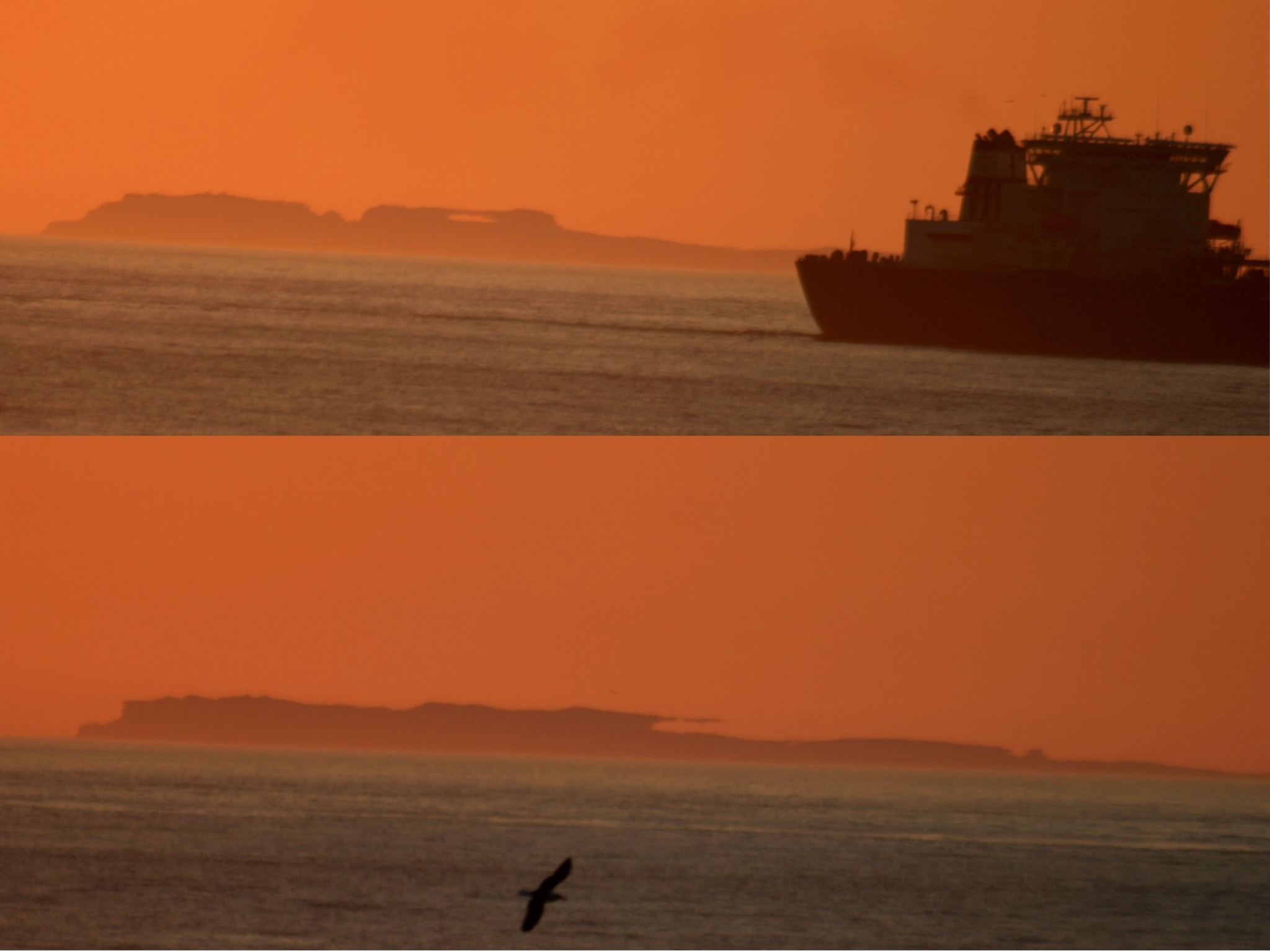
السراب الفائق
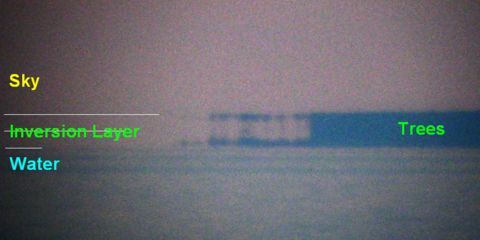
الأشجار الظاهرة في الصورة تكون غير مرئية تحت خط الأفق ، السراب الفائق (منكسراً"إنكسار الضوء" من الأعلى)
السراب الفائق
السراب الفائق
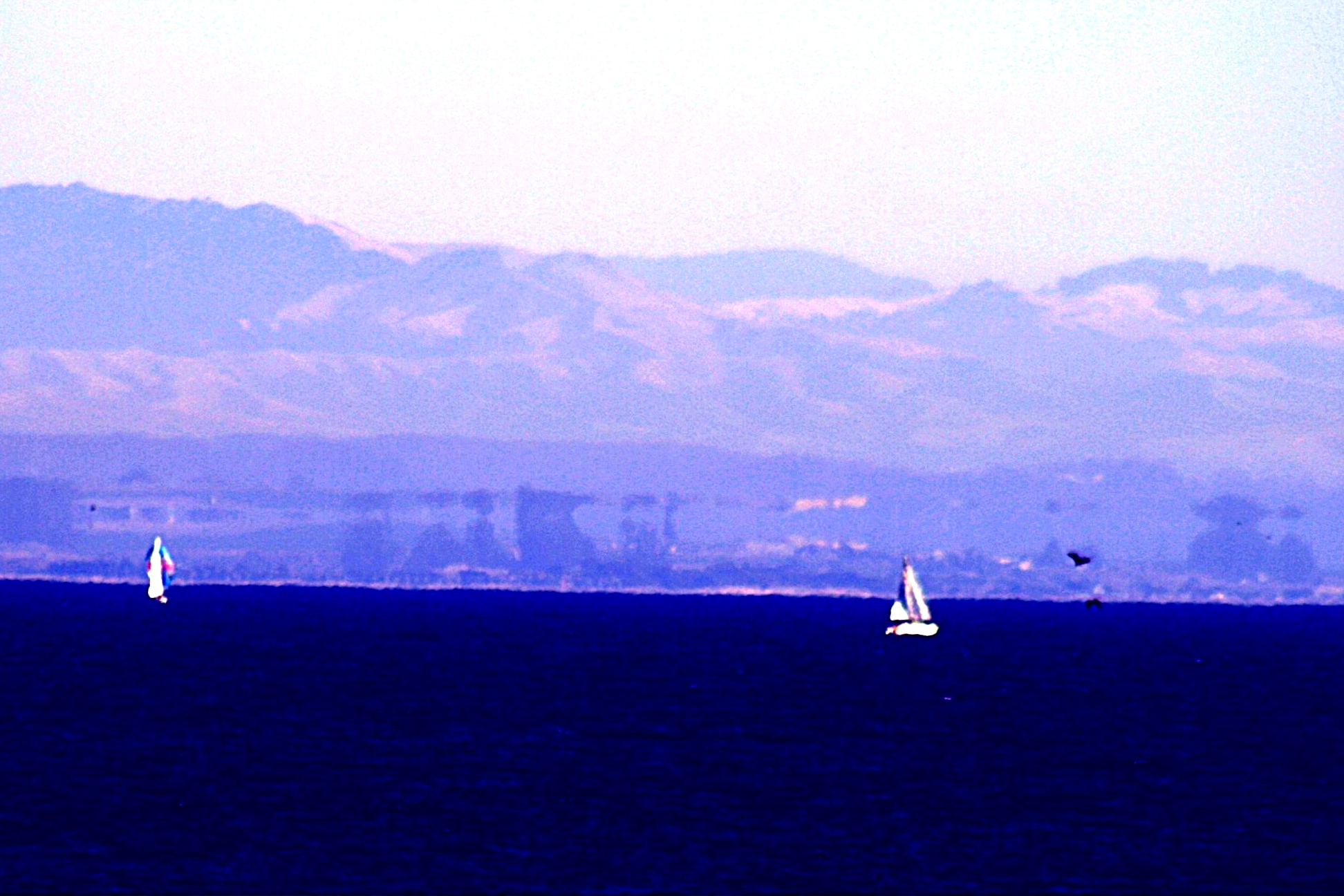
السراب الفائق
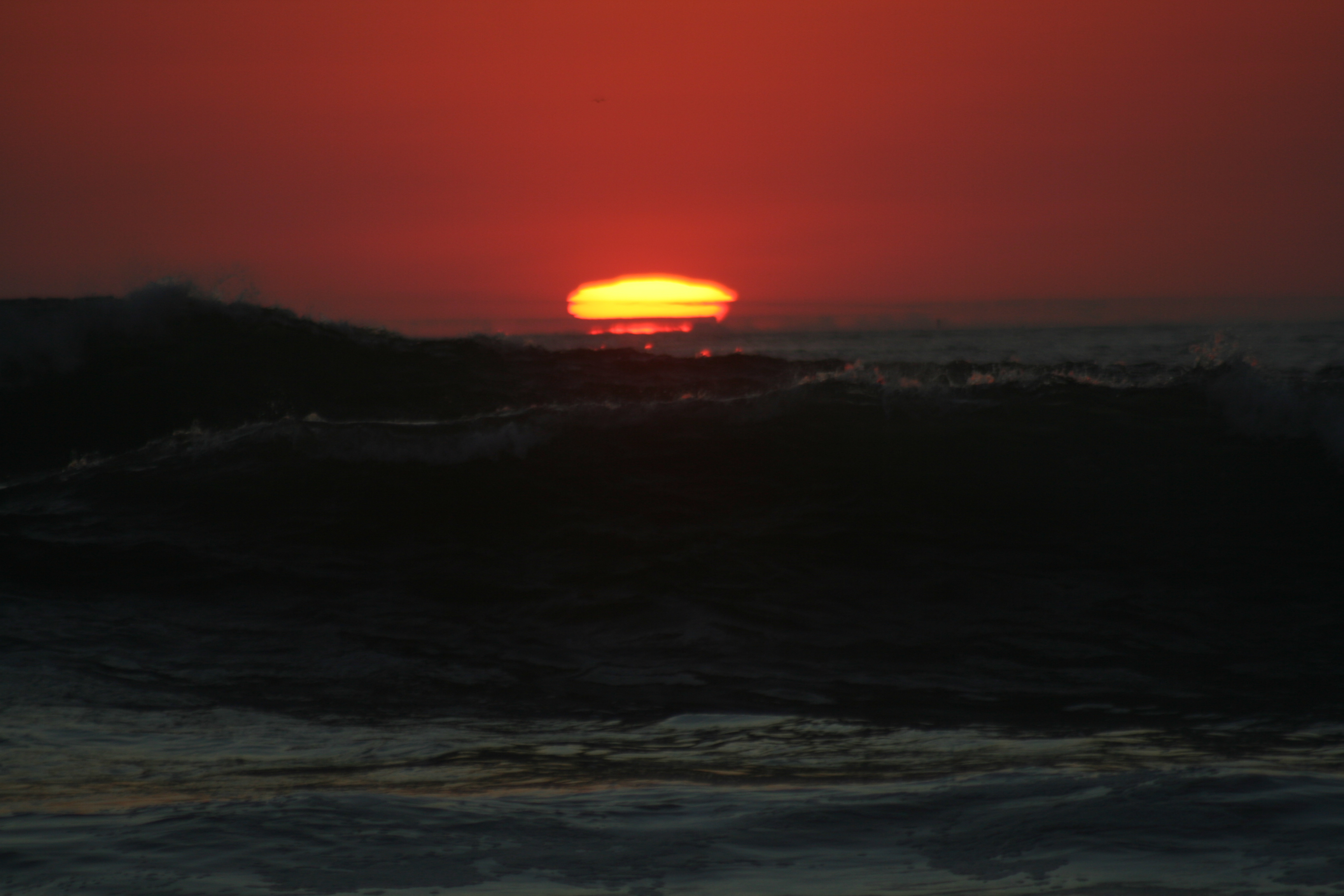
السراب الفائق للغيوم
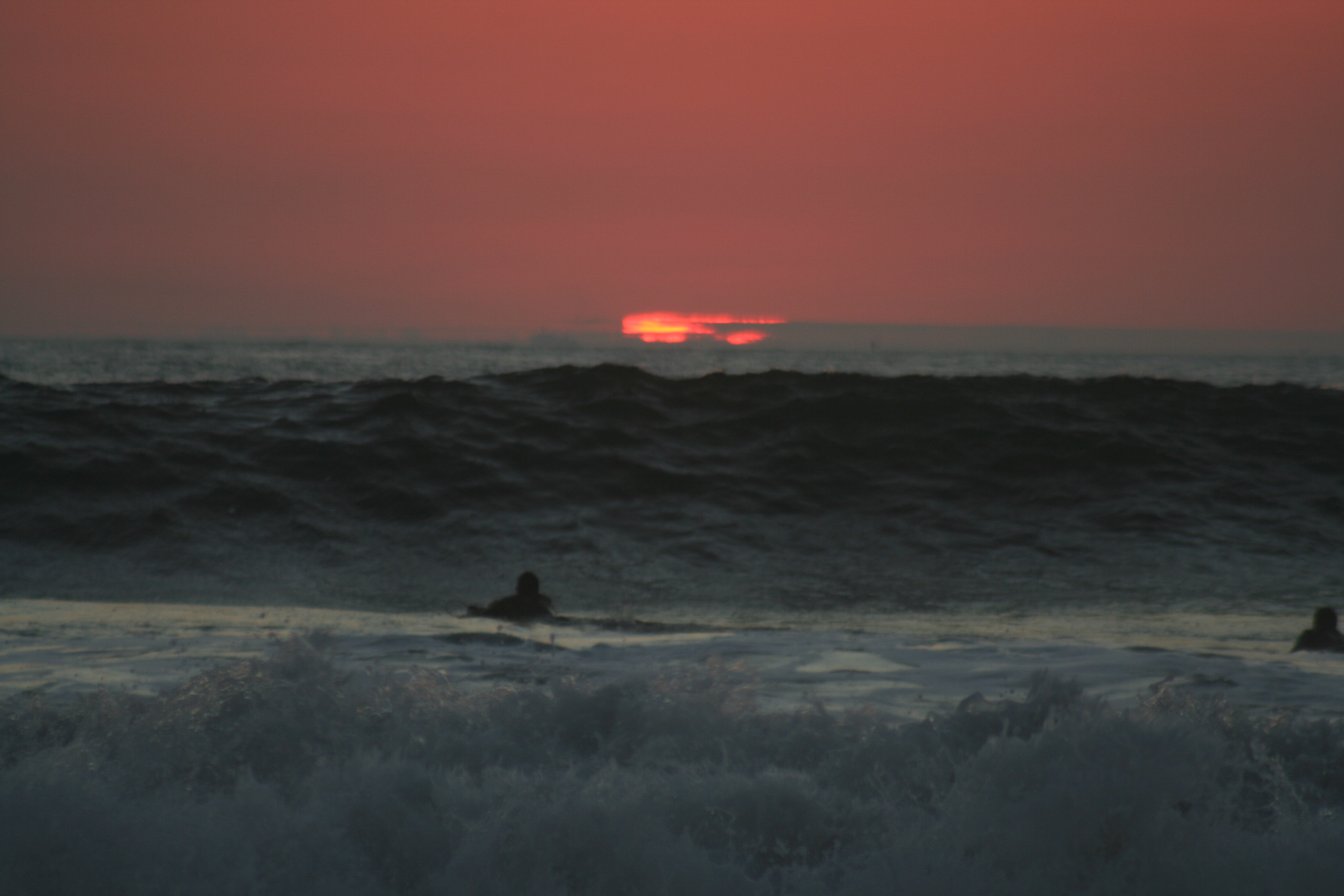
السراب الفائق للغيوم

### 2. السراب المحدود

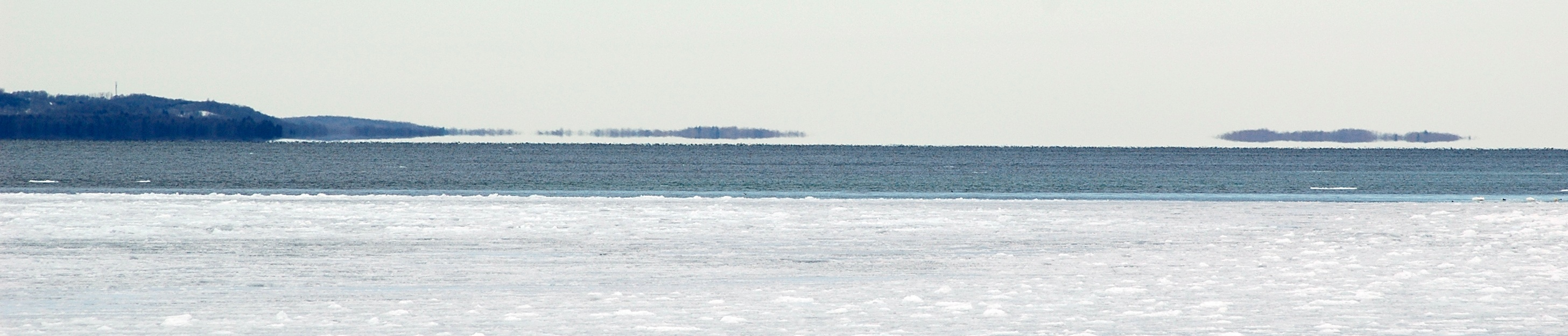
سراب محدود في منطقة Grand Traverse Bay في فصل الشتاء
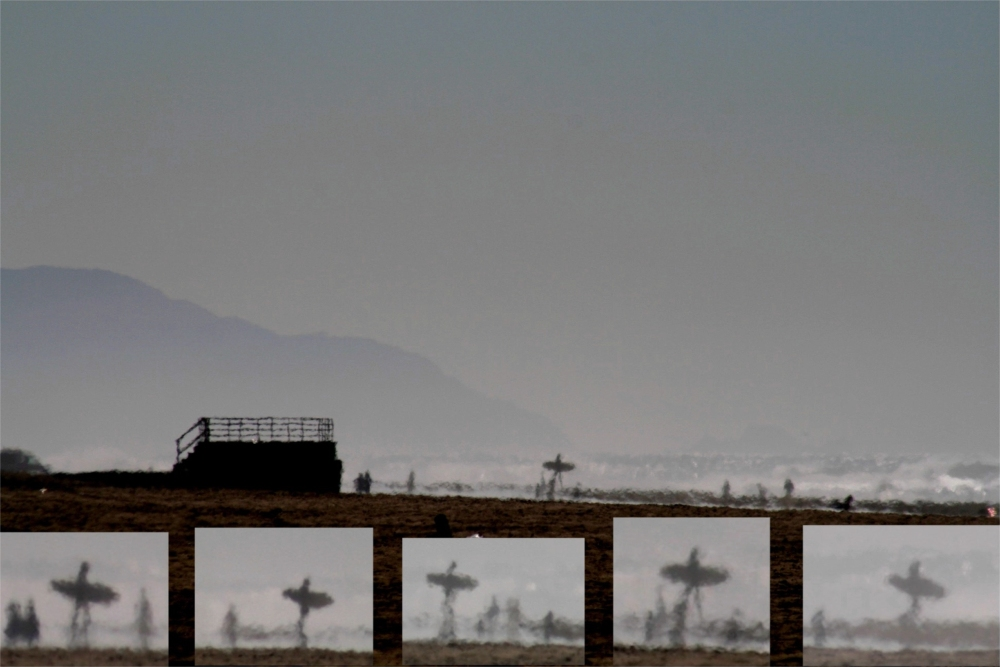
سراب أدنى لمتركمج(الركمجة)
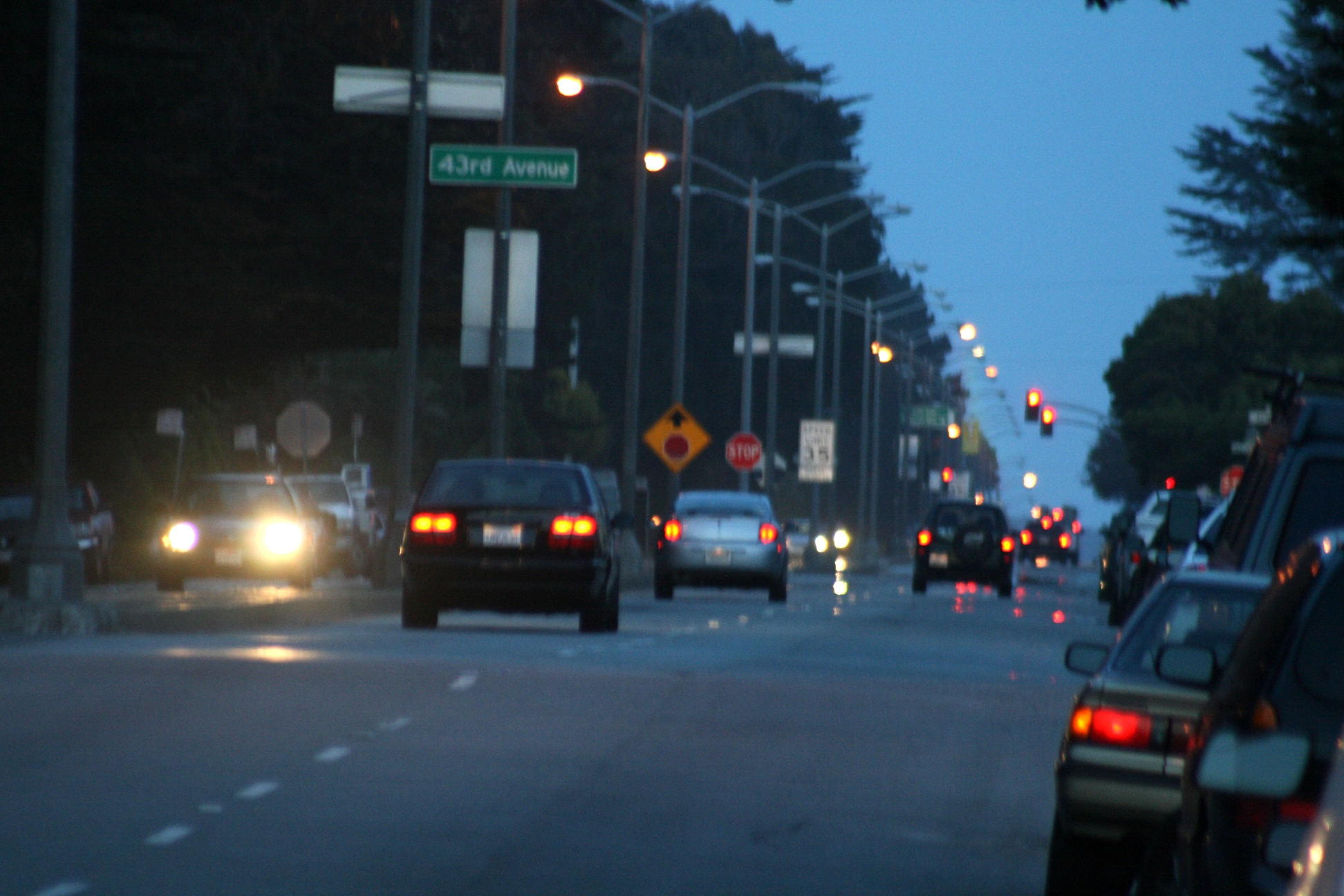
سراب الشارع الحار في وقت الليل (هذه الصورة أخذت بعد 15 دقيقةٍ من غروب الشمس).

### 3. سراب غروب الشمس
نموذجياً هو السراب الأعلى.

"Boiling" sun sunset.
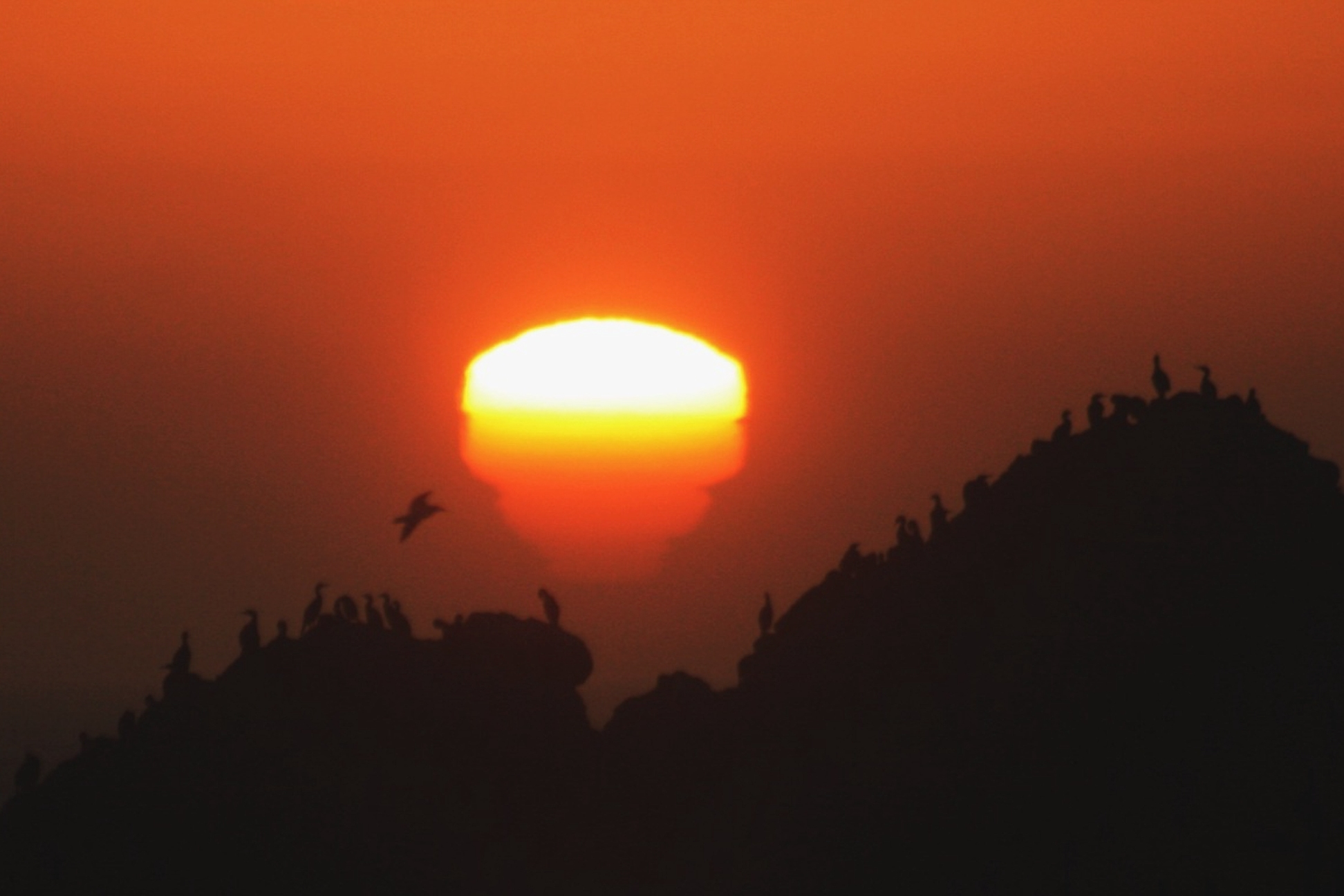
San Francisco 4/26/07#1
San Francisco 5/5/07
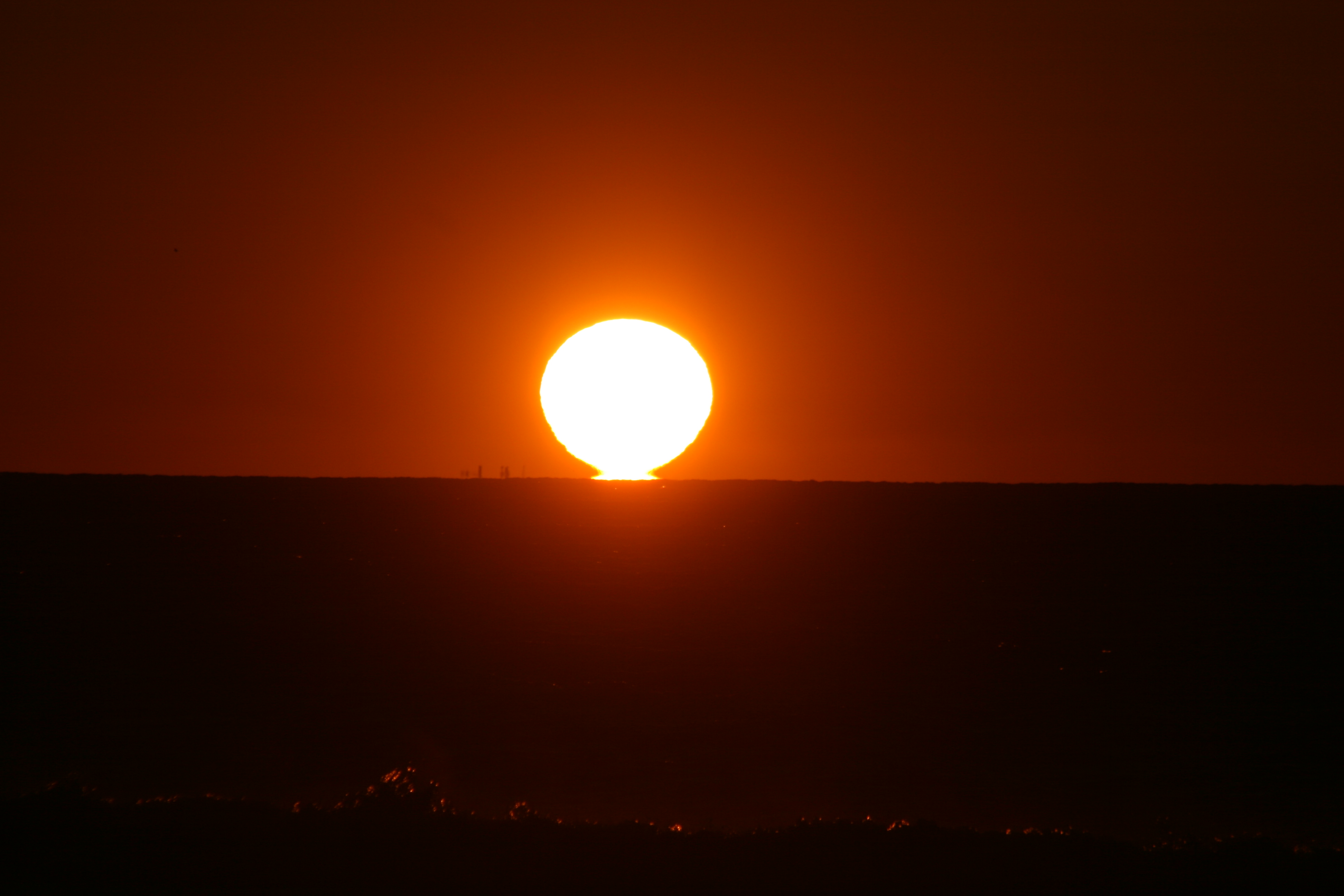
Inferior Mirage
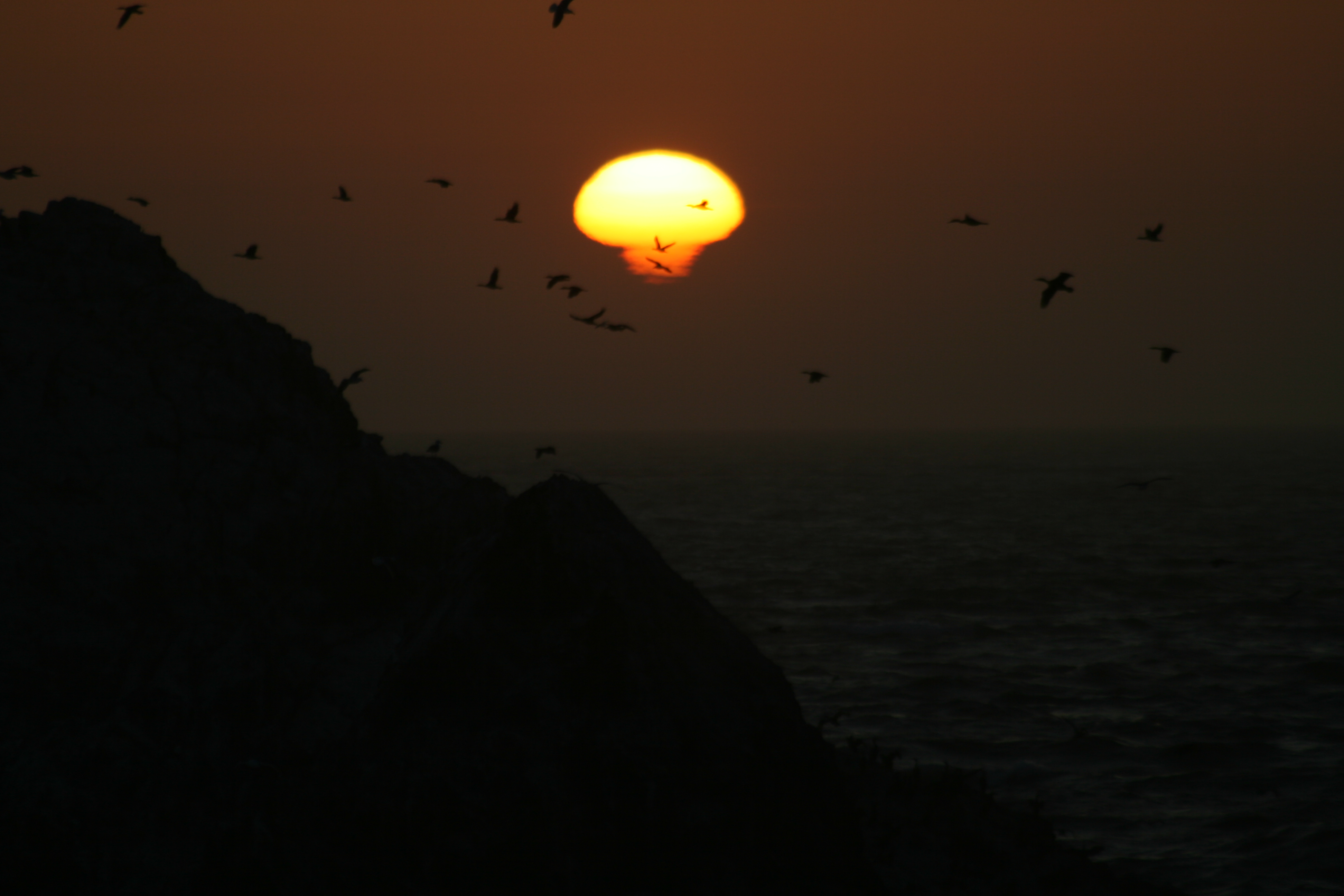
San Francisco 5/13/07#1
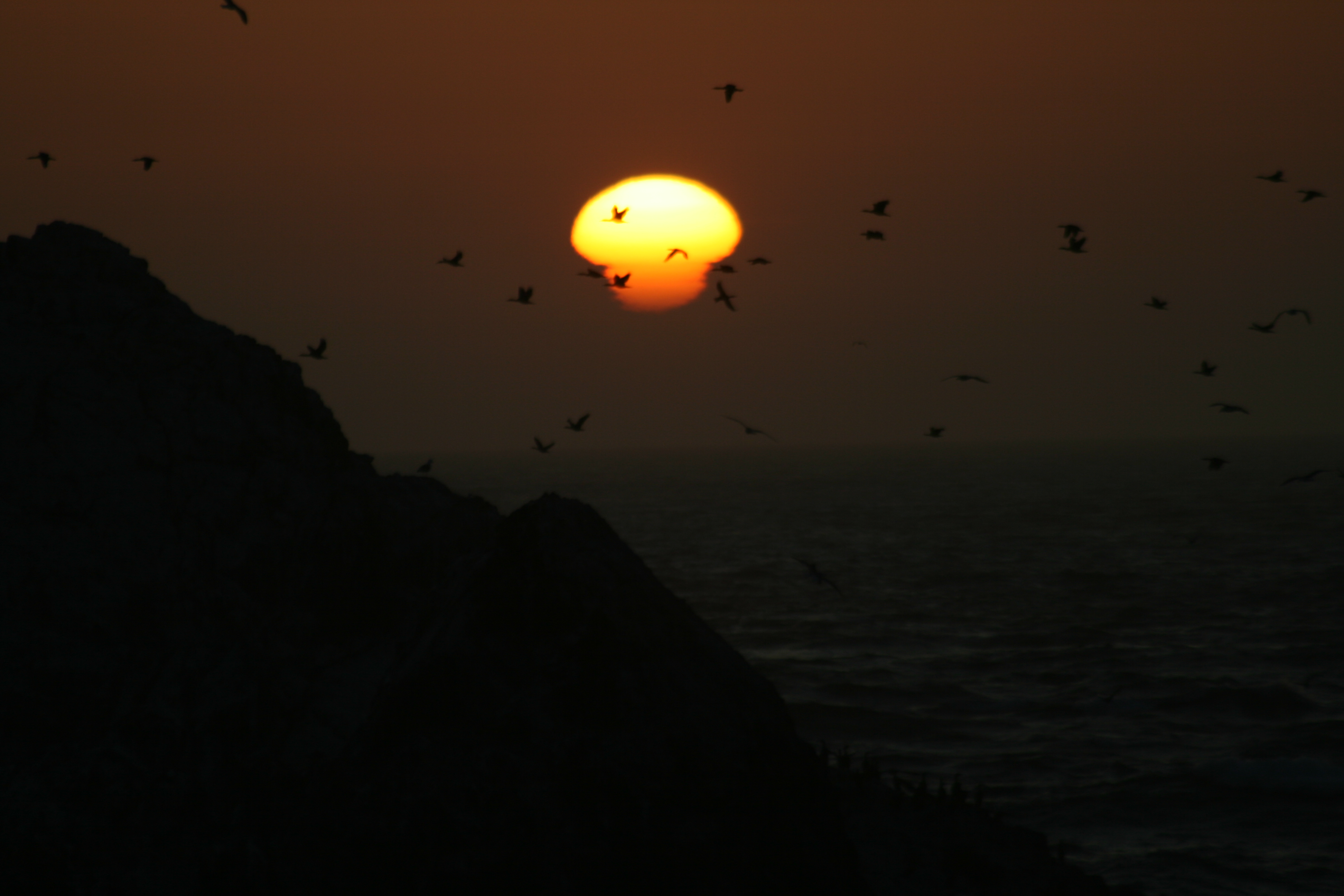
San Francisco 5/13/07#2
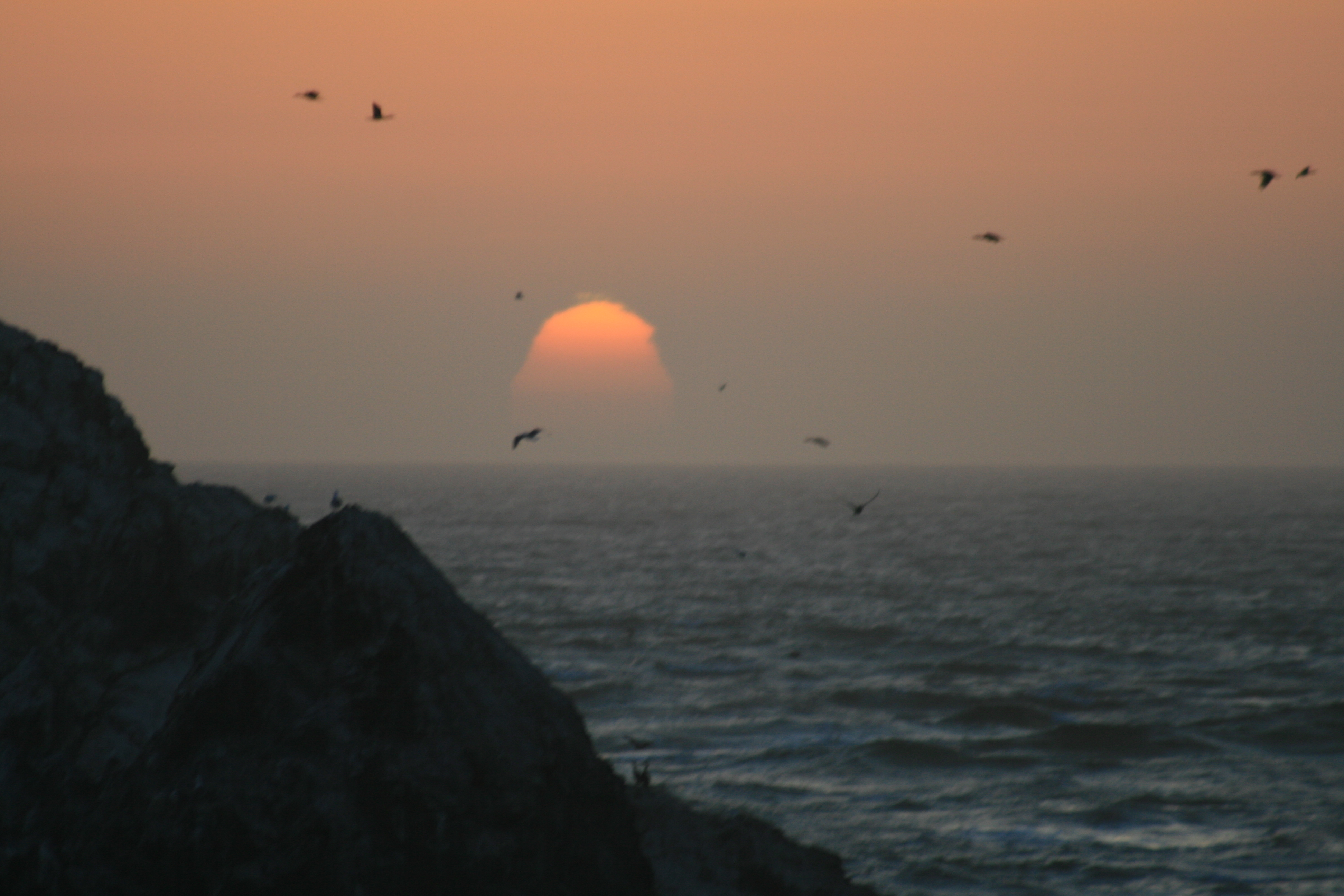
San Francisco 5/13/07#4
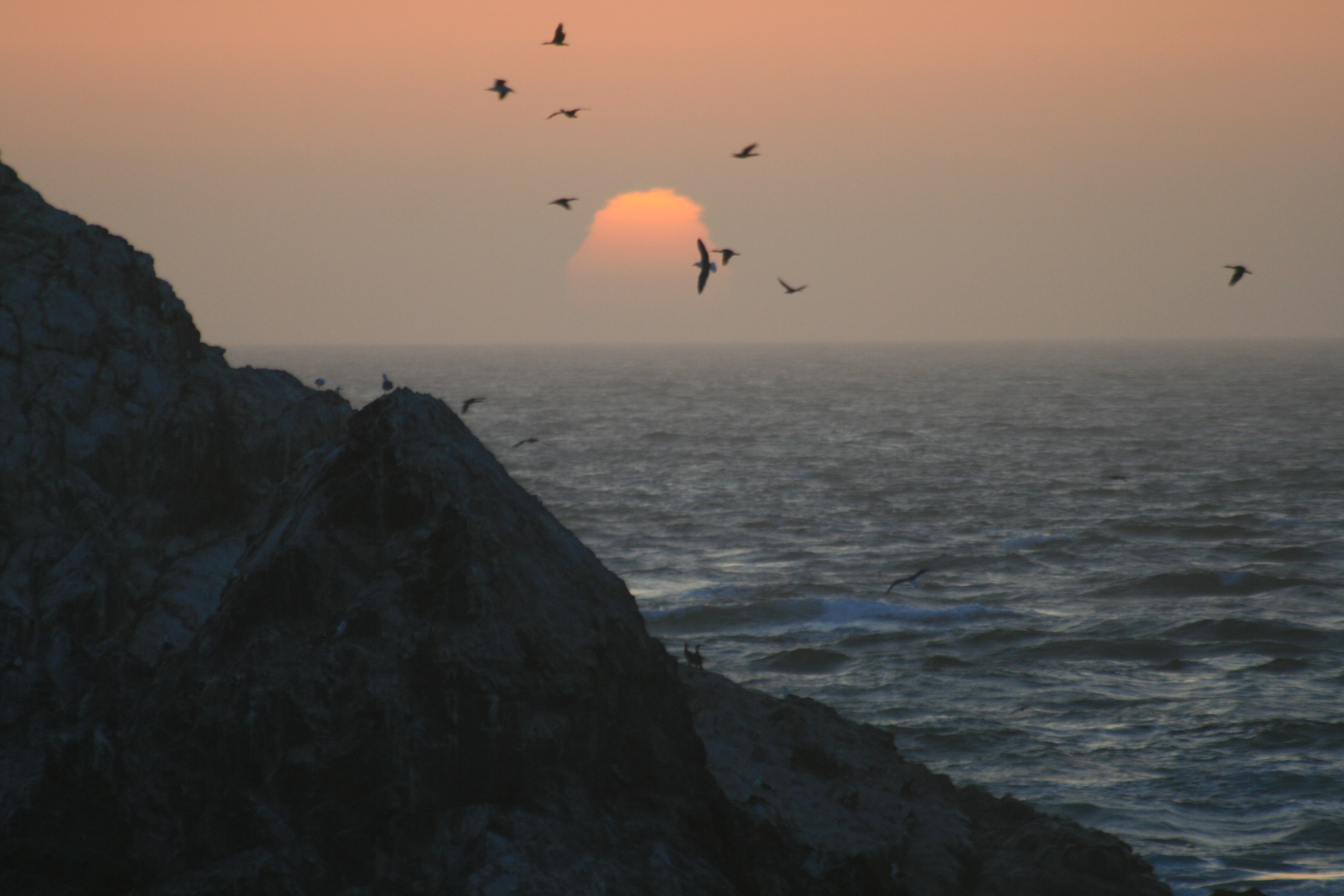
San Francisco 5/13/07#5
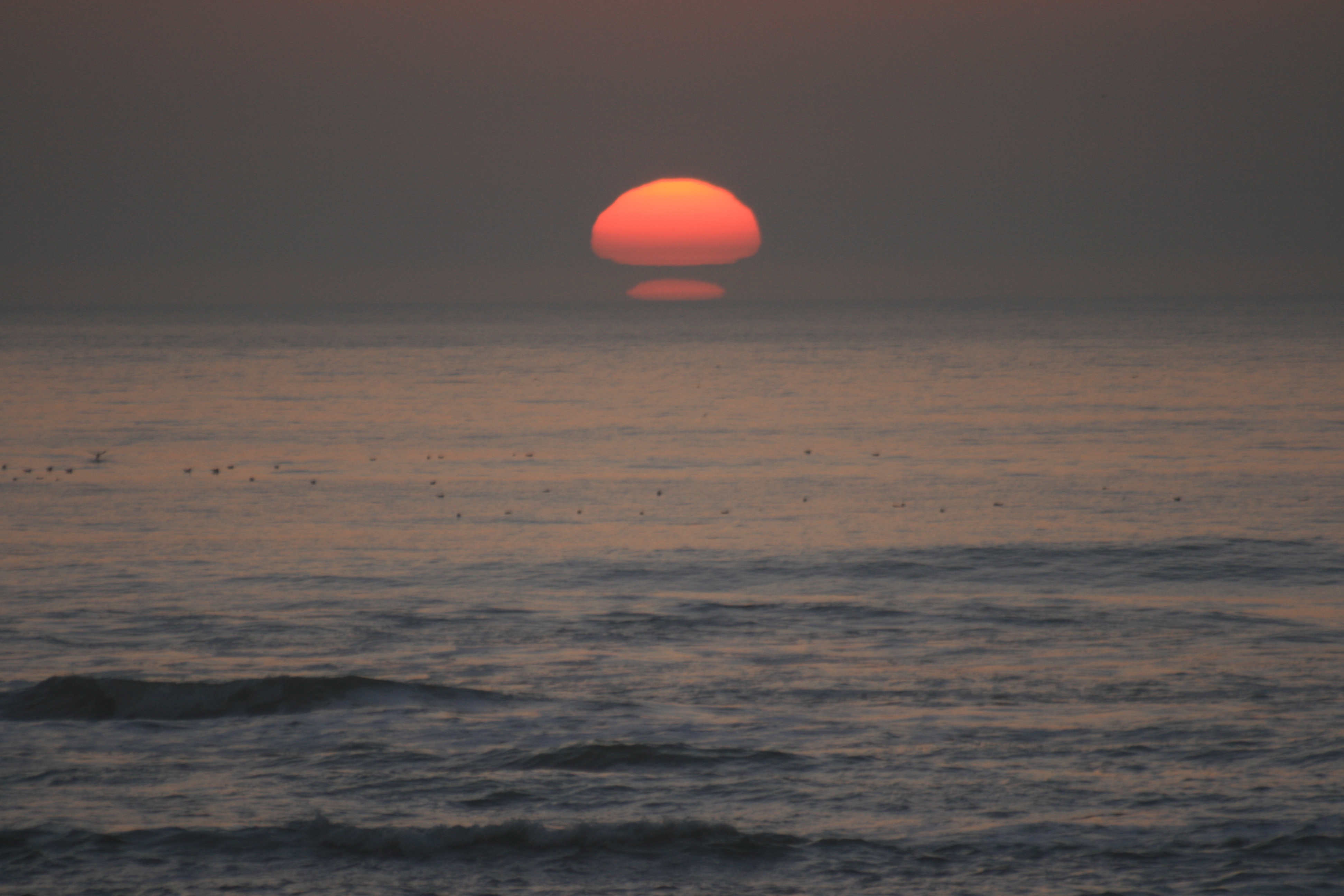
San Francisco 1/23/07 #1
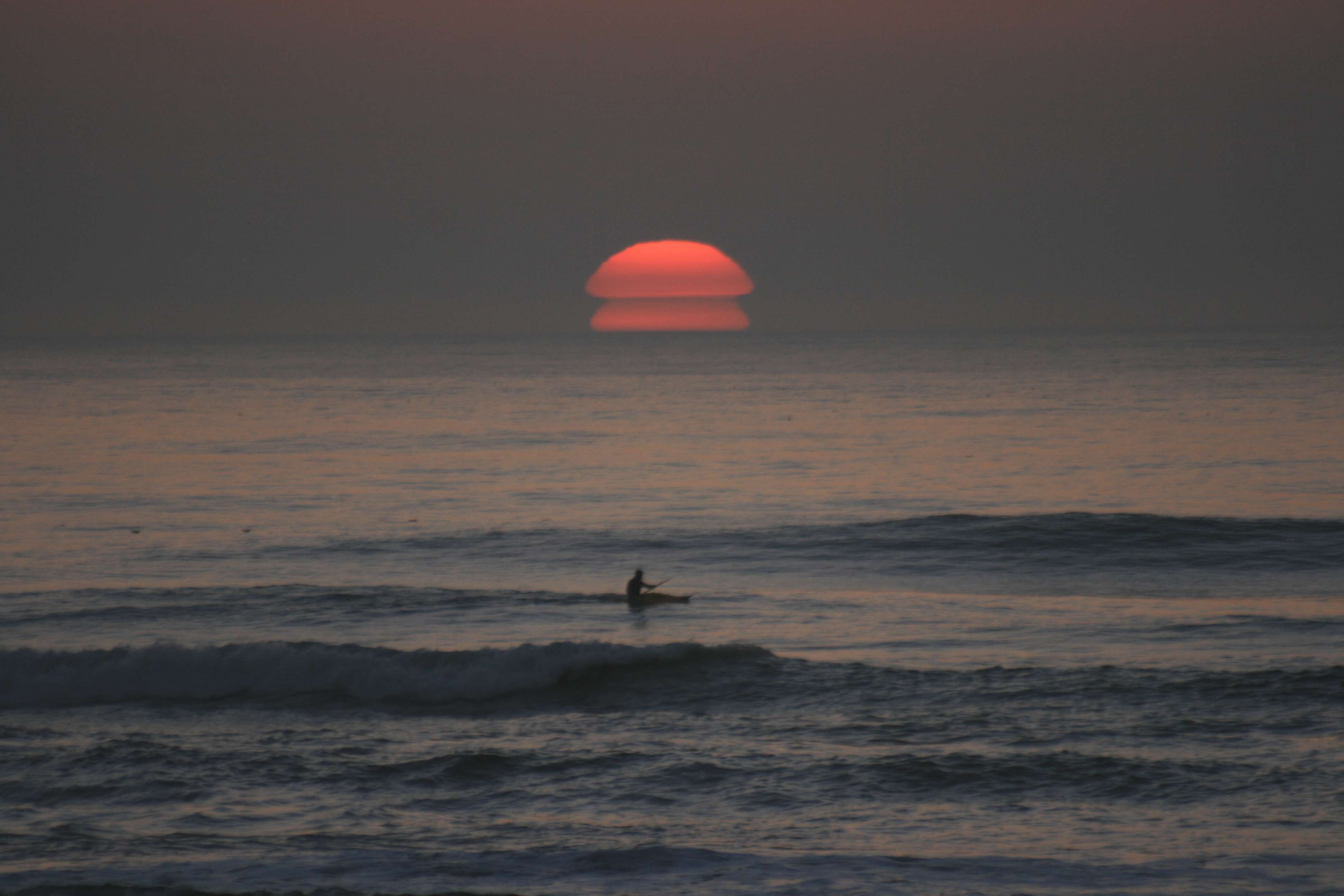
San Francisco 1/23/07 #2

### 4. سراب الأجسام الفلكية

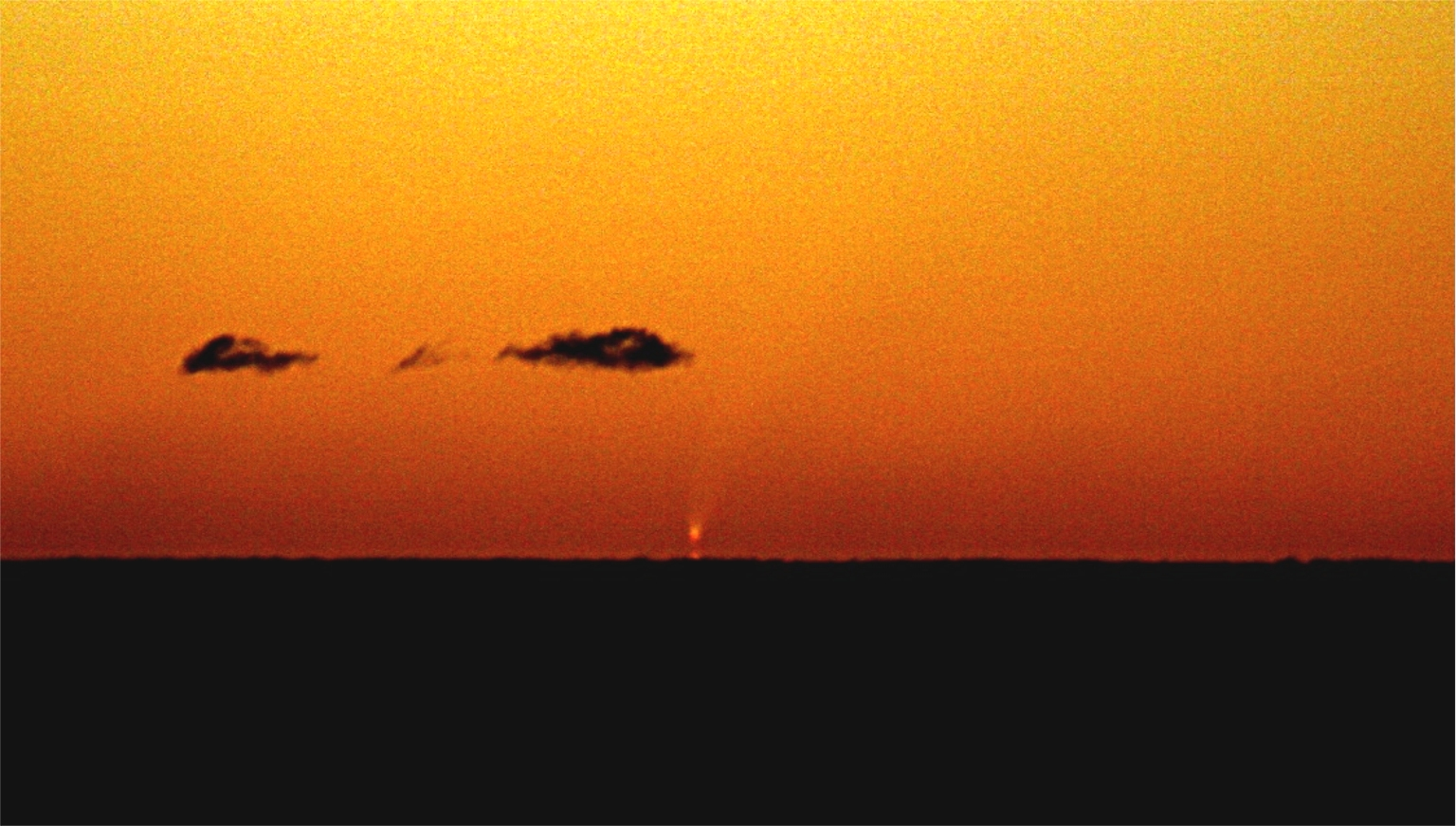
Inferior Mirage of مذنب ماكنوت #1
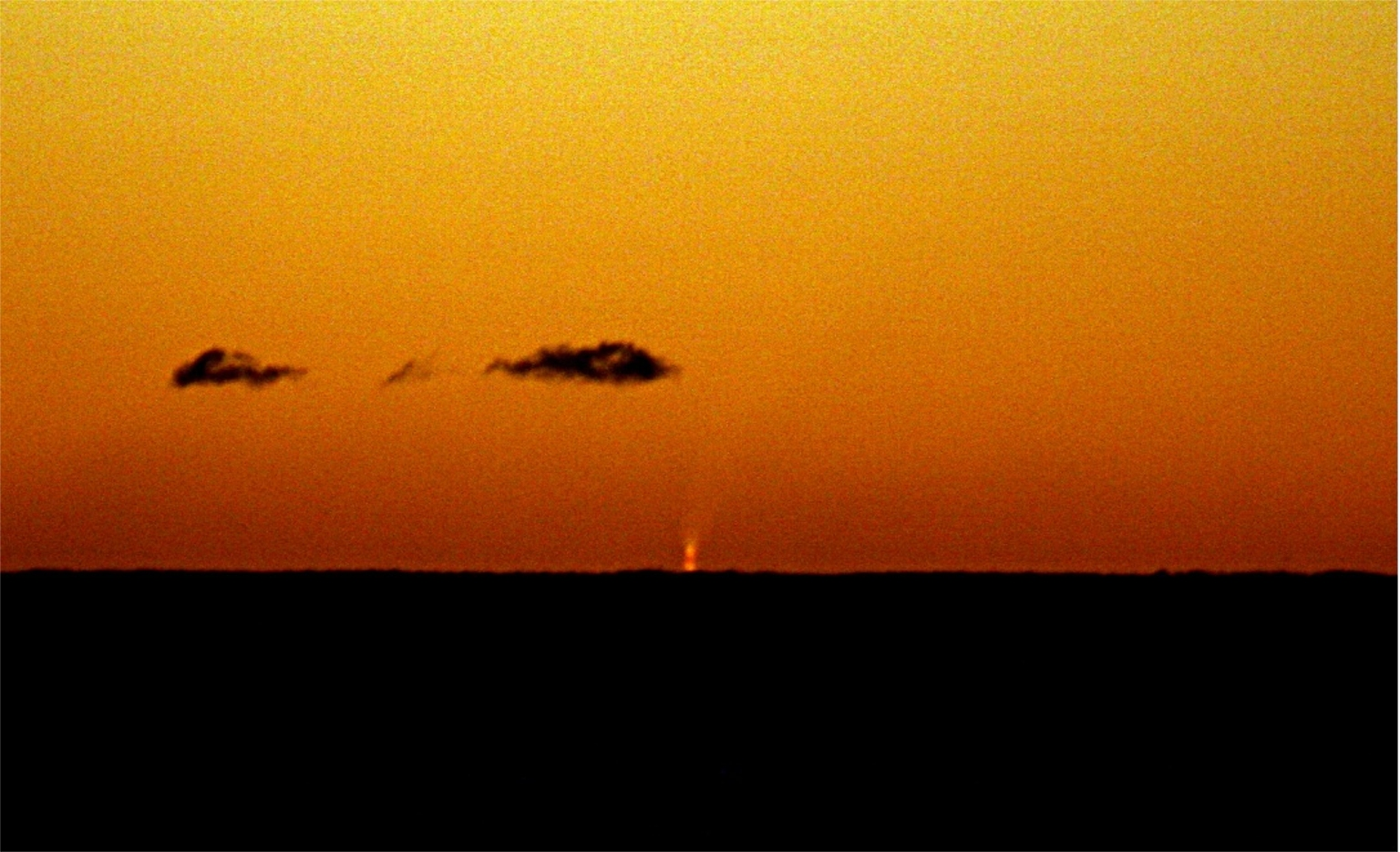
Inferior Mirage of Comet McNaught #2
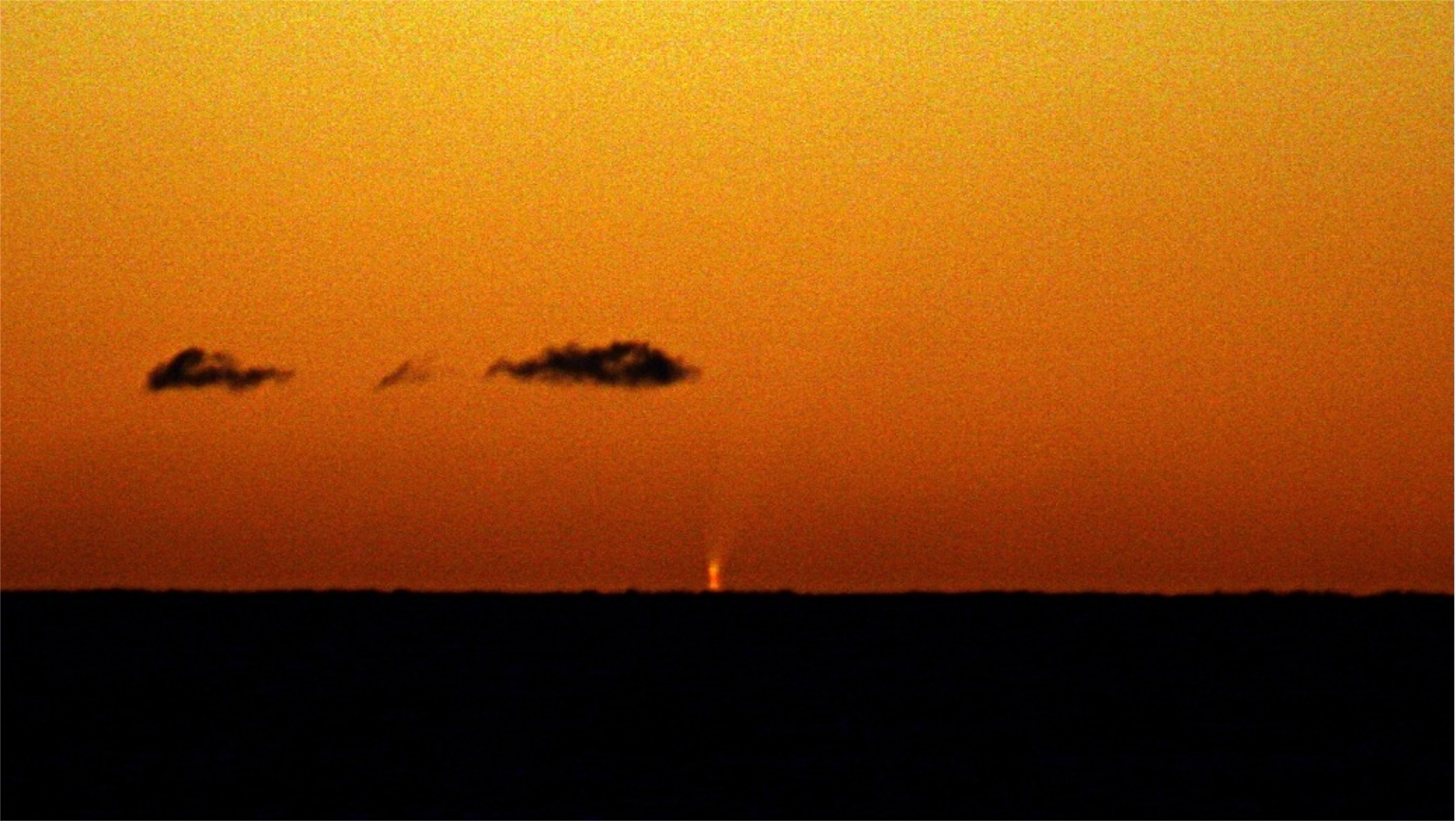
Inferior Mirage of Comet McNaught #3
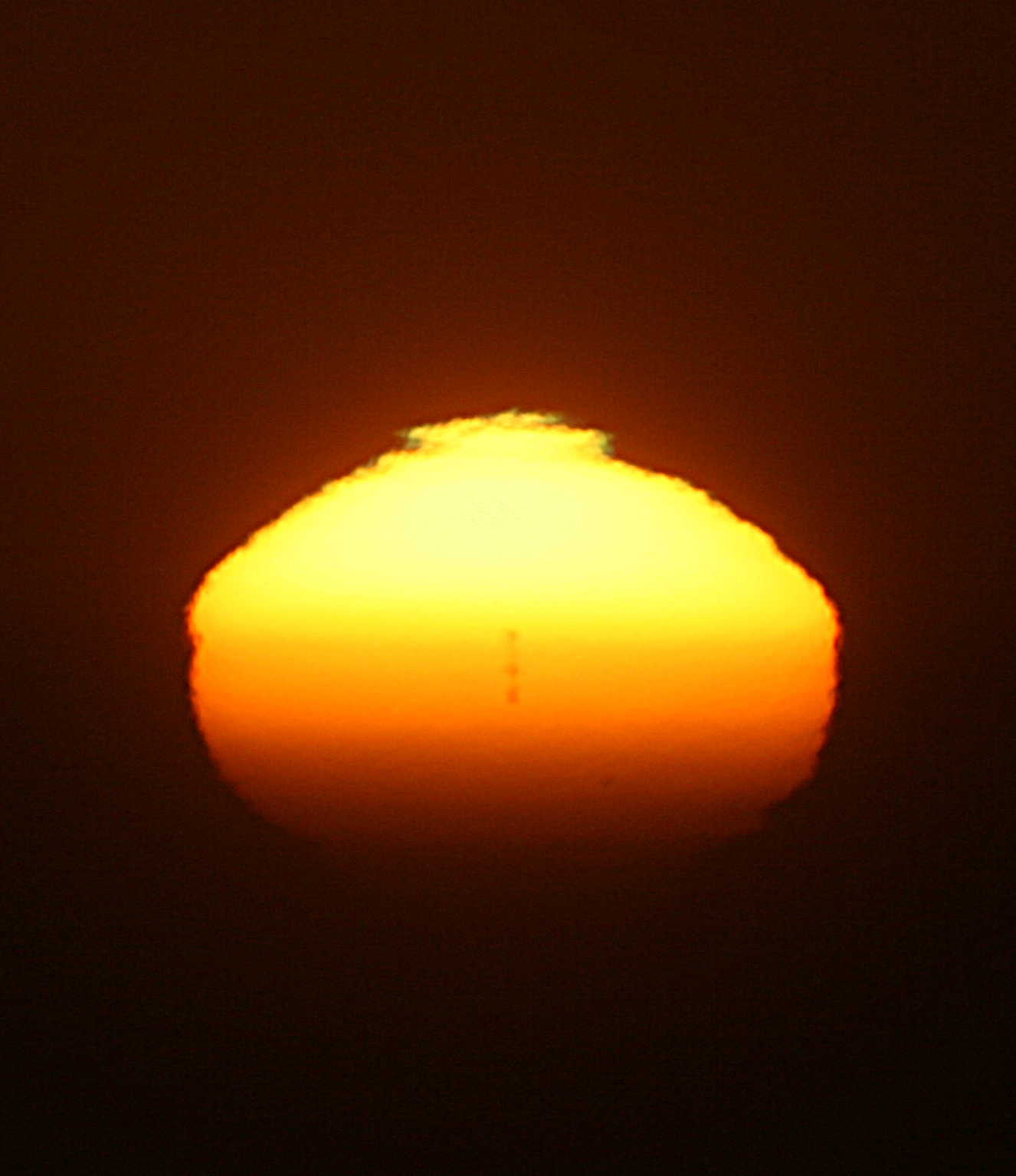
Superior Mirage of كلفة شمسية #930